# میو-میو
میو-میو (فرانسوی: Miou-Miou‎؛ زادهٔ ۲۲ فوریهٔ ۱۹۵۰) بازیگر اهل فرانسه است. وی از سال ۱۹۷۱ میلادی تاکنون مشغول فعالیت بوده است.
از فیلم‌هایی که وی در آن نقش داشته‌است، می‌توان به از دیدار مجدد شما خوشحالم، یوناس که در سال ۲۰۰۰ بیست‌وپنج ساله خواهد بود، ژرمینال، کنسرت، منو متوقف کن و یک نابغه، دو شریک و یک ساده‌دل اشاره کرد.